# Топкапы
Топкапы́ или Топкапи́ (тур. Topkapı «Пушечные ворота» от top «пушечное ядро; шар; мяч» + kapı «ворота, дверь»), устар. «Сера́ль» (фр. Serail ← тур. saray «дворец» ← перс. سرای‎ [serai] «большой дом, дворец») — главный дворец Османской империи до середины XIX века. Расположен в историческом центре Стамбула, на мысе Сарайбурну, в месте впадения Босфора и Золотого Рога в Мраморное море.
После падения Османской империи дворец превращён в музей — один из крупнейших по площади в мире. Число экспонатов, выставленных для общего обозрения, достигает 65 000 единиц (и это только десятая часть коллекции). В нём хранятся меч и плащ исламского пророка Мухаммеда, относящиеся к главным мусульманским святыням.
Общая площадь дворцово-паркового ансамбля, окружённого высокими стенами, со всеми примыкающими садами и пристройками, составляет более 700 тыс. м². Это один из исторических районов Стамбула, включённых в 1985 г. в список Всемирного наследия.

## Название
«Топкапы» переводится как «Пушечные ворота» — каждый раз, когда султан покидал свою резиденцию, должен был раздаваться пушечный выстрел.

## История
В дохристианские времена на этом месте находился акрополь античного Византия.
В начале IV века на территории акрополя на месте руин древнего храма Афродиты была возведена первая христианская базилика Константинополя — Церковь Святой Ирины — которая являлась главным храмом города до постройки Святой Софии. В мае—июле 381 года в нём проходили заседания Второго вселенского собора. После османского завоевания церковь была превращена в арсенал и стала частью первого двора Топкапы.
В 1453 году, после завоевания турками Константинополя, османский султан Мехмед II первоначально поселился в построенном для него дворце в районе нынешней площади Баязид (на месте площади Быков). От этого дворца ничего не сохранилось, однако гарем старого дворца с самого начала располагался вблизи будущего дворца Топкапы — в так называемом «Изразцовом павильоне».
В 1475—1478 гг. Мехмед начал сооружать новый дворец — Топкапы. Первые полвека Топкапы служил лишь «рабочей» резиденцией султанов (как это было и во время существования дворца Баязид): «Изразцовый павильон» с гаремом находился за пределами дворцового комплекса. В XVI веке Хюррем (жена Сулеймана I) добилась переноса гарема во дворец Топкапы, чтобы быть ближе к султану. Строительство гарема Топкапы при Сулеймане Великолепном стало крупнейшей перестройкой дворца с момента его основания.
В последующие века дворец Топкапы достраивался и обогащался. На протяжении около 400 лет дворец оставался главным дворцом Османской империи — в нём жили и правили 25 султанов. В 1854 году султан Абдул-Меджид I переехал в новую европеизированную резиденцию — дворец Долмабахче.
В 1923 году, с установлением республики, Топкапы, как и другие дворцы, указом Мустафы Кемаля Ататюрка был объявлен музеем. Резиденцией главы турецкого государства остался дворец Долмабахче.
Сегодня дворец ежегодно посещает около 2 миллионов туристов, что делает его самой популярной достопримечательностью Стамбула и вторым по посещаемости музеем в Турции (1-е место у музея Мевланы в Конье).
Вход в дворец Топкапы платный. В 2024 году стоимость общего входного билета в дворец, гарем и бывшую церковь святой Ирины для иностранных посетителей составляет 1500 турецких лир. Проход для туристов открыт ежедневно с 9 до 17 часов, кроме вторника и некоторых праздничных дней.

## Описание
Дворец Топкапы устроен по принципу четырёх дворов (авлу), окружённых стеной и разделённых между собой:
- Главные ворота — Ворота Повелителя или Баб-ы Хюмаюн (осман. Bab-ı Hümayun‎) ведут в первый двор, в котором находились служебные и подсобные помещения, а также древняя церковь Святой Ирины. Это самый крупный двор из четырёх, именуемый Двором Янычар. Через мраморные Ворота Повелителя въезжали в резиденцию турецкие султаны. Именно отсюда османские падишахи выходили на пятничную молитву в Айя-Софию. Здесь султаны устраивали различные празднества, а также проводили пятничные намазы. Интересно, что только эта часть дворца была открыта для других посетителей: аудиенции падишаха тут ожидали иностранные послы и высокопоставленные государственные деятели. Особо важным гостям даже позволялось въезжать внутрь верхом на коне.
- За Воротами Приветствия или Баб-ус-селям (осман. Babü's-selâm‎), во втором дворе, помещались канцелярия дивана и казна. Здесь находится здание Дивана с Башней Правосудия. При правлении Сулеймана I палата из простой деревянной постройки преобразилась в сооружение, декорированное колоннами, арками, позолоченными решётками и барельефами. В заседании Дивана принимали участие визири, но сам османский падишах в зале отсутствовал. Султан следил за советом из Башни Правосудия, и если он был не согласен с решением чиновников, то закрывал окно, тем самым прерывая собрание и созывая к себе всех министров. Здесь же восьмикупольное здание Внешнего Казначейства, которое функционировало вплоть до середины 19 столетия. Сегодня оно служит галереей, где экспонируются различные виды оружия. Кроме того в данной части Топкапы расположены строения для прислуги, конюшни султана, хамам, дворцовые кухни и мечеть. В этой же части дворца находится вход в гарем, который в наши дни превратился в отдельный музей. Некогда гарем состоял из четырёх секций: первая отводилась евнухам, вторая — наложницам, третья — матери падишаха, а четвёртая — самому турецкому правителю. В общей сложности здесь насчитывается до 300 комнат, имеется несколько бань, две мечети и женский госпиталь. Многие комнаты достаточно малы и просты в интерьере, чего не скажешь о знаменитых покоях Хюррем.
- Проходом в третий двор служат Ворота Счастья (или Блаженства) или Баб-ус-саадет (осман. Babü's-saadet‎). Здесь располагались гарем, шимширлик (дворик самшитовых деревьев и Кафес, где взаперти жили потенциальные наследники престола) и эндерун (внутренние покои). В различных палатах внутренних покоев размещалась школа Эндерун — центр подготовки управленческих кадров. Сразу за вратами раскинулся Тронный зал, где султан вёл свои государственные дела и принимал иностранных послов. Примечательно, что в строении имеется сразу две двери: одна была предназначена исключительно для падишаха, вторая — для всех остальных посетителей. В самом центре третьего двора находится Библиотека, которая предназначалась для учеников дворцовой школы, сегодня в Библиотеке экспонируются книги из личных коллекций султанов. Также из сооружений третьей секции отдельно стоит упомянуть сокровищницу, считающуюся одной из старейших построек в Топкапы, Палату сокровищ, некогда ответственную за сохранность всех драгоценностей султана, и Тайный павильон, выступавший личным особняком турецких правителей. Можно отметить и самую крупную дворцовую мечеть Агалар, куда приходил молиться падишах со своими пажами и оруженосцами.
- В четвёртом дворе находятся павильоны Реван, Софа и Меджидие, башня Башлала, мечеть Софа, павильон для обрезаний, гардеробная и другие помещения[4].

## Галерея
- Врата приветствия XV—XVI вв.
- Зал Диван-и-Хумайун (Высшего совета)
- Врата Баб-ус-сааде (Врата Счастья, или Врата белых евнухов). XV в., декорированы в XVIII в.
- Врата Счастья
- Хюнкар софасы (Комната повелителя). XVI в., перестроена в XVIII—XIX вв.
- Вход в зал заседаний Дивана
- Библиотека
- Золотая беседка султана
- Фонтан в саду
- Великий павильон или киоск Абдул-Меджида I
- Галерея Зала приемов султана
- Павильон Завоевателя. Сокровищница.